# 印象管理
印象管理（いんしょうかんり、Impression management）とは、社会的な交流の中で情報を管理、制御することによって、人、物、イベントについての他人の認識に影響を与えようとする意識的または無意識的なプロセスである。  

## 解説
印象管理は1959 年にアーヴィング・ゴッフマンの著書『日常生活における自己の呈示』で初めて概念化され、その後 1967 年に発展した。
印象管理行動には、弁明（「非難を逃れるために否定的なイベントを説明する」）、言い訳（「否定的な結果に対する責任」を否定する）、意見の一致（「対象者と一致した方法で話したり行動したりする）」）などの多くの種類がある 。 印象管理する人は、このような行動を利用することで、自身や自身に関するイベントに対する他者の認識をコントロールする。 印象管理は、スポーツ（派手な服を着たり、スキルでファンを感動させようとしたり）、ソーシャル メディア（ポジティブな投稿のみを共有する）など、あらゆる状況で使うことができる。 印象管理は、善意の意図でも悪意の意図でも使用される。
印象管理は、自己呈示（self presentation）と同義語として使用され、自身のイメージの認識に影響を与えようとする。 印象管理の概念は、最初は対面コミュニケーションに適用されたが、その後、コンピューターでのコミュニケーションにも適用された。印象管理の概念は、心理学や社会学などの学術分野だけでなく、企業コミュニケーションやメディアなどの実践分野にも応用できる。